# Aérodrome de Scatsta
L'aéroport de Scatsta (code IATA : SCS • code OACI : EGPM) est un aéroport situé à 31 km au nord de Lerwick et 8,0 km au sud-ouest du Sullom Voe Terminal dans les Shetland. Il est principalement utilisé pour l'industrie pétrolière.

## Statistiques
Pour des raisons techniques, il est temporairement impossible d'afficher le graphique qui aurait dû être présenté ici.

Voir la requête brute et les sources sur Wikidata.